# ハリー・ポッターシリーズ
『ハリー・ポッター』（英: Harry Potter） は、J・K・ローリングによるイギリスの小説シリーズである。出版はブルームズベリー出版。

## 概要
1990年代のイギリスを舞台に、魔法使いの少年ハリー・ポッターの学校生活や、ハリーの両親を殺害した張本人でもある強大な闇の魔法使いヴォルデモートとの因縁と戦いを描いた物語。全7巻の構成で、1巻で1年が経過する。
第1巻『ハリー・ポッターと賢者の石』がロンドンのブルームズベリー出版社から1997年に刊行されると、まったく無名の新人による初作であるにもかかわらず、またたく間に世界的ベストセラーになった。子供のみならず多数の大人にも愛読され、児童文学の枠を越えた超人気作品として世界的な社会現象となった。73の言語に翻訳された本シリーズの全世界累計発行部数は2024年の時点で6億を突破しており、史上もっとも売れたシリーズ作品となっている。
2001年から8本のシリーズで公開されたワーナー・ブラザース・ピクチャーズによる映画（2011年完結）もシリーズ世界歴代3位の興行収入と大きなヒットを記録。当初から全7巻の構想であり、第7巻『ハリー・ポッターと死の秘宝』の原書が2007年7月21日に発売された。
2016年に本編の後日談を描いた事実上の第8巻『ハリー・ポッターと呪いの子』が発売された。これは、2016年夏に上演された舞台劇の脚本を書籍化したもので、ローリングはこの作品を『ハリー・ポッター』シリーズの最終巻（または完結巻）としている。
2010年6月には、アメリカ合衆国フロリダのユニバーサル・オーランド・リゾート内にあるアイランズ・オブ・アドベンチャーに、映画版のセットを模したテーマパーク「ウィザーディング・ワールド・オブ・ハリー・ポッター」が開園。2014年7月15日にはユニバーサル・スタジオ・ジャパン、2016年4月7日にはユニバーサル・スタジオ・ハリウッドでも開園した。
2017年、大英図書館が企画した展覧会「ハリー・ポッターと魔法の歴史」がロンドンとニューヨークで好評を博し、日本でも2021年より兵庫県立美術館と東京ステーションギャラリーで開催された。
2019年5月、作品世界をさらに掘り下げるシリーズとして「ハリー・ポッター：ア・ジャーニー・スルー」4冊の発売が決定された。
2023年6月16日、としまえん跡地に『ハリー・ポッター』、『ファンタスティック・ビースト』映画製作の魔法を体験できる体験型エンターテイメント施設「ワーナー ブラザース スタジオツアー東京 - メイキング・オブ ハリー・ポッター」が開業した。

## 年譜

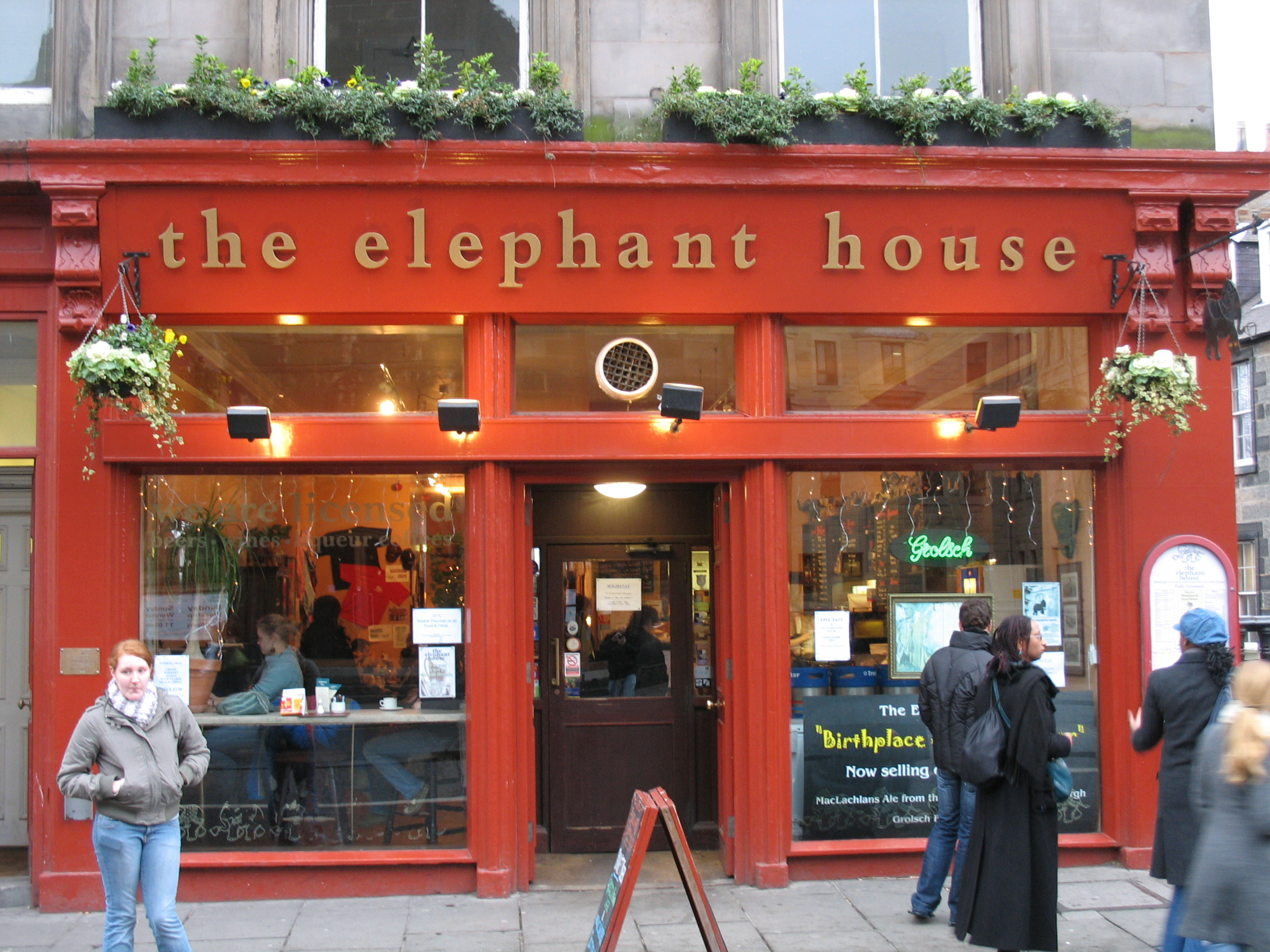
ローリングが第1巻を執筆した、エディンバラ（スコットランド）のカフェ「エレファント・ハウス」

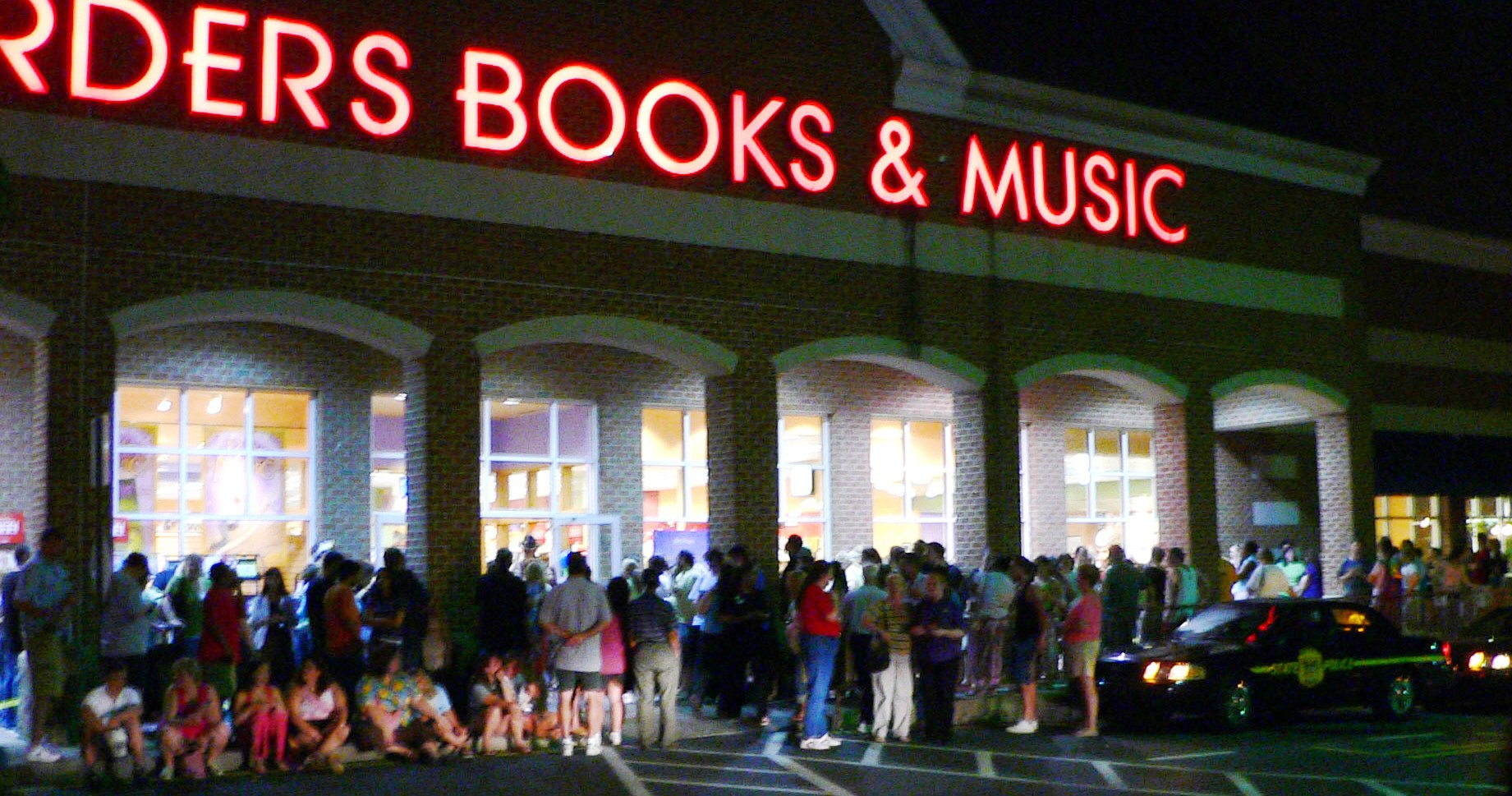
第6巻の発売を待つ行列（アメリカ合衆国・デラウェア州）

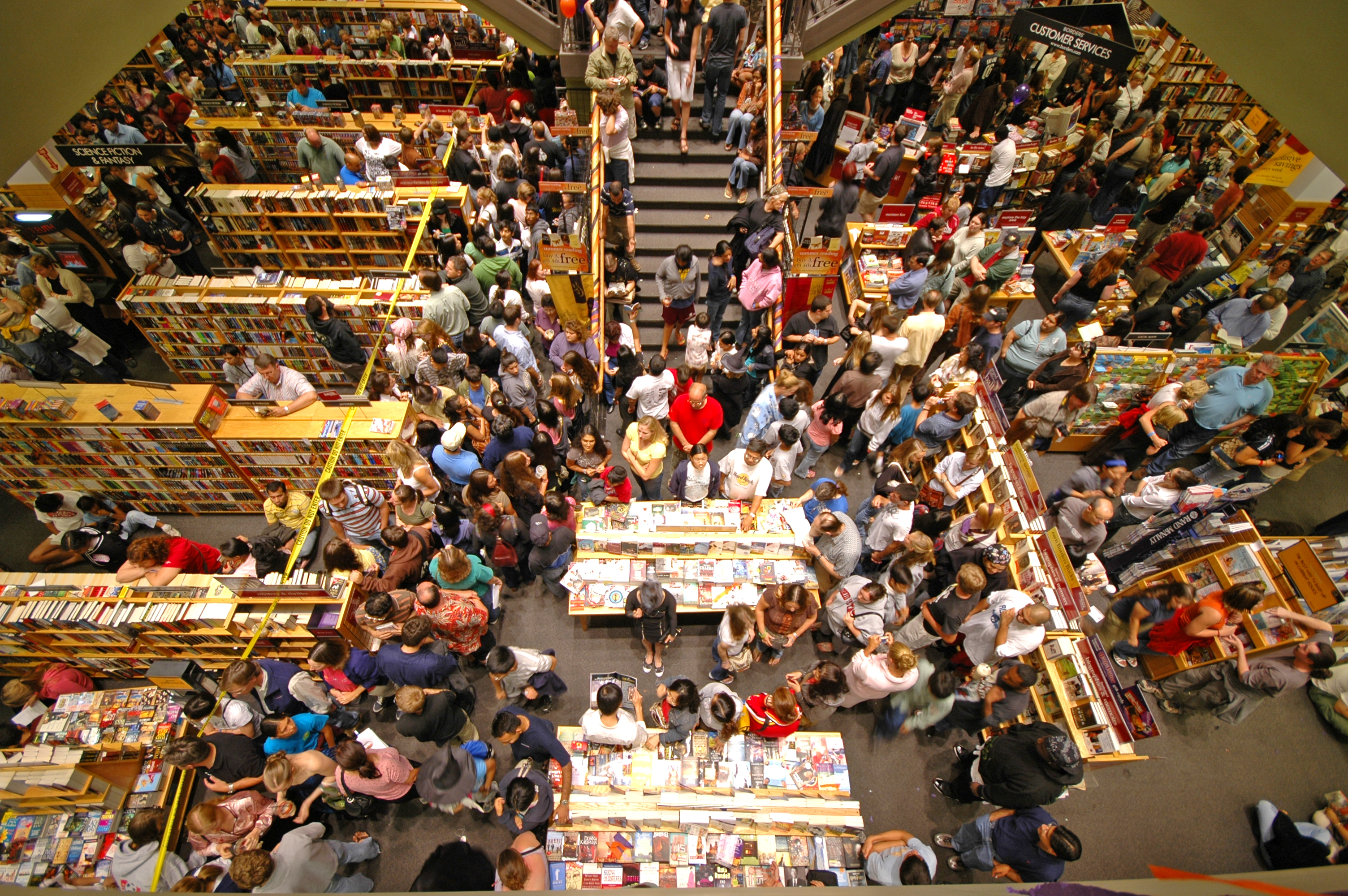
第7巻の発売を待つ行列（アメリカ合衆国・カリフォルニア州）

- 1990年夏 - ローリングが遅れた列車に乗りながら物語を着想。
- 1995年 - 第1作『賢者の石』執筆終了。
- 1996年8月 - 英国：ブルームズベリー社からの出版が決定。
- 1997年
  - 春 - 米国：スコラスティック社からの出版が決定。
  - 6月26日 - 第1作『賢者の石』発行。初版500部だったが、ベストセラーになる。スマーティーズ賞（英語版）、英国文学賞児童書ブック・オブ・ザ・イヤーほか、欧米各国の文学賞を多数受賞。
- 1998年7月2日 - 第2作『秘密の部屋』発行。
- 1999年
  - 7月8日 - 第3作『アズカバンの囚人』発行。
  - 12月8日 - 第1作『賢者の石』の日本語版が静山社より発行。以降シリーズの書籍は全て同社による。
- 2000年
  - 7月8日 - 第4作『炎のゴブレット』発行。
  - 9月19日 - 第2作『秘密の部屋』日本語版発行。
- 2001年
  - 7月18日 - 第3作『アズカバンの囚人』日本語版発行。
  - 11月16日 - 映画『賢者の石』公開。以後ワーナー・ブラザースにてシリーズ化。
- 2002年
  - 11月1日 - 第4作『炎のゴブレット』日本語版発行。
  - 11月15日 - 映画シリーズ第2作『秘密の部屋』公開。
- 2003年6月21日 - 第5作『不死鳥の騎士団』発行。
- 2004年
  - 5月31日 - 映画シリーズ第3作『アズカバンの囚人』公開。
  - 9月1日 - 第5作『不死鳥の騎士団』日本語版発行。
- 2005年
  - 7月16日 - 第6作『謎のプリンス』発行。
  - 11月18日 - 映画シリーズ第4作『炎のゴブレット』公開。
- 2006年5月17日 - 第6作『謎のプリンス』日本語版発行。
- 2007年
  - 7月13日 - 映画シリーズ第5作『不死鳥の騎士団』公開。
  - 7月21日 - 第7作『死の秘宝』発行。物語は完結。
- 2008年
  - 6月10日 - 直筆の約800語の短編[注釈 2]が2万5000ポンドで落札される。
  - 7月23日 - 第7作『死の秘宝』日本語版発行。
  - 12月4日 - 『吟遊詩人ビードルの物語』発売。
- 2009年7月15日 - 映画シリーズ第6作『謎のプリンス』公開。
- 2010年
  - 6月 - ウィザーディング・ワールド・オブ・ハリー・ポッター開園。
  - 11月19日 - 映画シリーズ第7作前編『死の秘宝 PART1』公開。
- 2011年
  - 7月15日 - 映画シリーズ第7作後編『死の秘宝 PART2』公開。映画シリーズ完結。
  - ポッターモア (Pottermore) 発表。
- 2014年7月15日 - ユニバーサル・スタジオ・ジャパンでウィザーディング・ワールド・オブ・ハリー・ポッター開園。
- 2016年7月30日 - ロンドンで舞台化作品『ハリー・ポッターと呪いの子』が初演[8]。ローリングの手による、作品のその後を描いた正統な続編となる[9]。翌31日にはリハーサル版の脚本『呪いの子』発売。
- 2022年7月8日-劇場版『ハリー・ポッターと呪いの子』がTBS赤坂ACTシアターで上演開始。

## あらすじ
赤ん坊のころに両親を亡くし、孤独な日々を過ごしてきた少年ハリー・ポッターは、11歳の誕生日に自分が魔法使いであることを知らされる。ホグワーツ魔法魔術学校へ入学し、いままで知らなかった魔法界に触れ、亡き両親の知人をはじめとした多くの人々との出会いを通じて成長する。そして、両親を殺害した闇の魔法使いヴォルデモート卿と自分との不思議な因縁を知り、対決していくこととなる。
各巻の詳細なあらすじは、以下の記事を参照。
- 第1巻『ハリー・ポッターと賢者の石』
- 第2巻『ハリー・ポッターと秘密の部屋』
- 第3巻『ハリー・ポッターとアズカバンの囚人』
- 第4巻『ハリー・ポッターと炎のゴブレット』
- 第5巻『ハリー・ポッターと不死鳥の騎士団』
- 第6巻『ハリー・ポッターと謎のプリンス』
- 第7巻『ハリー・ポッターと死の秘宝』

## 登場人物
- ハリー・ポッター - 主人公。両親を亡くしてから伯母一家で冷遇されて育つが、11歳を迎えてホグワーツのグリフィンドール寮に入ることになる。
- ロン・ウィーズリー - ハリーの同級生でグリフィンドール寮に入り、親友となる人物。純血の魔法族一家の六男。
- ハーマイオニー・グレンジャー - ハリーの同級生でグリフィンドール寮に入り、親友となる人物。非魔法族（マグル）の出身ながら、成績は誰よりも優秀。
- アルバス・ダンブルドア - ホグワーツの校長。
- セブルス・スネイプ - ホグワーツの教授。スリザリンの寮監。
- ヴォルデモート(トム・マールヴォロ・リドル)- 魔法界を震撼させた闇の魔法使い。名前を呼ぶことも恐れられ、魔法界では「名前を言ってはいけないあの人」「例のあの人」「闇の帝王」などと呼ばれている。

## 設定
作品世界の設定については、以下の記事を参照。
- ハリー・ポッターシリーズの用語一覧
- ハリー・ポッターシリーズの地理
- ハリー・ポッターシリーズの魔法一覧
- ハリー・ポッターシリーズの魔法生物一覧
- ハリー・ポッターシリーズの世界における年表

## 作品リスト

### 『ハリー・ポッター』シリーズ本編・小説
全7巻からなる長編で、各巻の内容は相互に密接に関連している。作者のローリングは、インタビューで、プロットが重要なので力を注ぎ、「第1巻を書き上げる前に、全7巻のプロットができていた」と語っている。
当初は、1997年から毎年1冊の刊行が予定されていたが、最終的には第1 - 第4巻までが毎年、3年おいて、第5 - 第7巻が1年おきの刊行となった。
第1巻『ハリー・ポッターと賢者の石』
Harry Potter and the Philosopher's Stone（1997年6月26日発売）
日本語版単行本 ISBN 4-915512-37-1（1999年12月1日発売）
日本語版携帯版 ISBN 4-915512-49-5（2003年発売）
日本語版文庫本 ISBN 978-4-86389-160-9/ISBN 978-4-86389-161-6（2012年7月3日発売）
日本語児童文庫 ISBN 978-4-86389-230-9/ISBN 978-4-86389-231-6（2014年3月5日発売）
第2巻『ハリー・ポッターと秘密の部屋』
Harry Potter and the Chamber of Secrets（1998年7月2日発売）
日本語版単行本 ISBN 4-915512-39-8（2000年発売）
日本語版携帯版 ISBN 4-915512-54-1（2004年発売）
日本語版文庫本 ISBN 978-4-86389-162-3/ISBN 978-4-86389-163-0（2012年9月3日発売）
日本語児童文庫 ISBN 978-4-86389-232-3/ISBN 978-4-86389-233-0（2014年5月8日発売）
第3巻『ハリー・ポッターとアズカバンの囚人』
Harry Potter and the Prisoner of Azkaban（1999年7月8日発売）
日本語版単行本 ISBN 4-915512-40-1（2001年発売）
日本語版携帯版 ISBN 4-915512-55-X（2004年発売）
日本語版文庫本 ISBN 978-4-86389-164-7/ISBN 978-4-86389-165-4（2012年9月3日発売）
日本語児童文庫 ISBN 978-4-86389-234-7/ISBN 978-4-86389-235-4（2014年6月10日発売）
第4巻『ハリー・ポッターと炎のゴブレット』
Harry Potter and the Goblet of Fire（2000年7月8日発売）
日本語版は上下2冊セット。
日本語版単行本 ISBN 4-915512-45-2（2002年10月23日発売）
日本語版携帯版 ISBN 4-915512-60-6（2006年9月21日発売）
日本語版文庫本 ISBN 978-4-86389-166-1/ISBN 978-4-86389-167-8/ISBN 978-4-86389-168-5（2012年10月10日発売）
日本語児童文庫 ISBN 978-4-86389-236-1/ISBN 978-4-86389-237-8/ISBN 978-4-86389-238-5（2014年7月15日発売）
第5巻『ハリー・ポッターと不死鳥の騎士団』
Harry Potter and the Order of the Phoenix（2003年6月21日発売）
日本語版は上下2冊セット。
日本語版単行本 ISBN 4-915512-51-7（2004年9月1日発売）
日本語版携帯版 ISBN 978-4-915512-66-7（2008年3月17日発売）
日本語版文庫本 ISBN 978-4-86389-169-2/ISBN 978-4-86389-170-8/ISBN 978-4-86389-171-5/ISBN 978-4-86389-172-2（2012年11月5日/12月3日発売）
日本語児童文庫 ISBN 978-4-86389-239-2/ISBN 978-4-86389-240-8/ISBN 978-4-86389-241-5/ISBN 978-4-86389-242-2（2014年9月4日/10月6日発売）
第6巻『ハリー・ポッターと謎のプリンス』
Harry Potter and the Half-Blood Prince（2005年7月16日発売）
日本語版は上下2冊セット。
日本語版単行本 ISBN 4-915512-57-6（2006年5月17日発売）
日本語版携帯版 ISBN 978-4-86389-042-8（2010年3月11日発売）
日本語版文庫本 ISBN 978-4-86389-173-9/ISBN 978-4-86389-174-6/ISBN 978-4-86389-175-3（2013年1月10日発売）
日本語児童文庫 ISBN 978-4-86389-243-9/ISBN 978-4-86389-244-6/ISBN 978-4-86389-245-3（2014年11月5日発売）
第7巻『ハリー・ポッターと死の秘宝』（最終巻）
Harry Potter and the Deathly Hallows（2007年7月21日発売）
日本語版は上下2冊セット。
日本語版単行本 ISBN 978-4-915512-63-6（2008年7月23日発売）
日本語版携帯版 ISBN 978-4-86389-088-6（2010年12月1日発売）
日本語版文庫本 ISBN 978-4-86389-176-0/ISBN 978-4-86389-177-7/ISBN 978-4-86389-178-4（2013年2月14日発売）
日本語児童文庫 ISBN 978-4-86389-246-0/ISBN 978-4-86389-247-7/ISBN 978-4-86389-248-4（2015年1月8日発売）
| 巻数 | タイトル                           | 単行本        | 単行本                 | 携帯版         | 携帯版                 | 文庫本         | 文庫本                 | 児童文庫      | 児童文庫               |
| 巻数 | タイトル                           | 発売日        | ISBN                   | 発売日         | ISBN                   | 発売日         | ISBN                   | 発売日        | ISBN                   |
| ---- | ---------------------------------- | ------------- | ---------------------- | -------------- | ---------------------- | -------------- | ---------------------- | ------------- | ---------------------- |
| 1    | ハリー・ポッターと賢者の石         | 1999年12月1日 | ISBN 978-4-915512-37-7 | 2003年10月22日 | ISBN 978-4-915512-49-0 | 2012年7月3日   | ISBN 978-4-86389-160-9 | 2014年3月5日  | ISBN 978-4-86389-230-9 |
| 1    | ハリー・ポッターと賢者の石         | 1999年12月1日 | ISBN 978-4-915512-37-7 | 2003年10月22日 | ISBN 978-4-915512-49-0 | 2012年7月3日   | ISBN 978-4-86389-161-6 | 2014年3月5日  | ISBN 978-4-86389-231-6 |
| 2    | ハリー・ポッターと秘密の部屋       | 2000年9月1日  | ISBN 978-4-915512-39-1 | 2004年10月23日 | ISBN 978-4-915512-54-4 | 2012年9月3日   | ISBN 978-4-86389-162-3 | 2014年5月8日  | ISBN 978-4-86389-232-3 |
| 2    | ハリー・ポッターと秘密の部屋       | 2000年9月1日  | ISBN 978-4-915512-39-1 | 2004年10月23日 | ISBN 978-4-915512-54-4 | 2012年9月3日   | ISBN 978-4-86389-163-0 | 2014年5月8日  | ISBN 978-4-86389-233-0 |
| 3    | ハリー・ポッターとアズカバンの囚人 | 2001年7月1日  | ISBN 978-4-915512-40-7 | 2004年11月26日 | ISBN 978-4-915512-55-1 | 2012年9月3日   | ISBN 978-4-86389-164-7 | 2014年6月10日 | ISBN 978-4-86389-234-7 |
| 3    | ハリー・ポッターとアズカバンの囚人 | 2001年7月1日  | ISBN 978-4-915512-40-7 | 2004年11月26日 | ISBN 978-4-915512-55-1 | 2012年9月3日   | ISBN 978-4-86389-165-4 | 2014年6月10日 | ISBN 978-4-86389-235-4 |
| 4    | ハリー・ポッターと炎のゴブレット   | 2002年10月1日 | ISBN 978-4-915512-45-2 | 2006年9月21日  | ISBN 978-4-915512-60-5 | 2012年10月10日 | ISBN 978-4-86389-166-1 | 2014年7月15日 | ISBN 978-4-86389-236-1 |
| 4    | ハリー・ポッターと炎のゴブレット   | 2002年10月1日 | ISBN 978-4-915512-45-2 | 2006年9月21日  | ISBN 978-4-915512-60-5 | 2012年10月10日 | ISBN 978-4-86389-167-8 | 2014年7月15日 | ISBN 978-4-86389-237-8 |
| 4    | ハリー・ポッターと炎のゴブレット   | 2002年10月1日 | ISBN 978-4-915512-45-2 | 2006年9月21日  | ISBN 978-4-915512-60-5 | 2012年10月10日 | ISBN 978-4-86389-168-5 | 2014年7月15日 | ISBN 978-4-86389-238-5 |
| 5    | ハリー・ポッターと不死鳥の騎士団   | 2004年9月1日  | ISBN 978-4-915512-51-3 | 2008年3月17日  | ISBN 978-4-915512-66-7 | 2012年11月5日  | ISBN 978-4-86389-169-2 | 2014年9月4日  | ISBN 978-4-86389-239-2 |
| 5    | ハリー・ポッターと不死鳥の騎士団   | 2004年9月1日  | ISBN 978-4-915512-51-3 | 2008年3月17日  | ISBN 978-4-915512-66-7 | 2012年11月5日  | ISBN 978-4-86389-170-8 | 2014年9月4日  | ISBN 978-4-86389-240-8 |
| 5    | ハリー・ポッターと不死鳥の騎士団   | 2004年9月1日  | ISBN 978-4-915512-51-3 | 2008年3月17日  | ISBN 978-4-915512-66-7 | 2012年12月3日  | ISBN 978-4-86389-171-5 | 2014年10月6日 | ISBN 978-4-86389-241-5 |
| 5    | ハリー・ポッターと不死鳥の騎士団   | 2004年9月1日  | ISBN 978-4-915512-51-3 | 2008年3月17日  | ISBN 978-4-915512-66-7 | 2012年12月3日  | ISBN 978-4-86389-172-2 | 2014年10月6日 | ISBN 978-4-86389-242-2 |
| 6    | ハリー・ポッターと謎のプリンス     | 2006年5月17日 | ISBN 978-4-915512-58-2 | 2010年3月11日  | ISBN 978-4-86389-042-8 | 2013年1月10日  | ISBN 978-4-86389-173-9 | 2014年11月5日 | ISBN 978-4-86389-243-9 |
| 6    | ハリー・ポッターと謎のプリンス     | 2006年5月17日 | ISBN 978-4-915512-58-2 | 2010年3月11日  | ISBN 978-4-86389-042-8 | 2013年1月10日  | ISBN 978-4-86389-174-6 | 2014年11月5日 | ISBN 978-4-86389-244-6 |
| 6    | ハリー・ポッターと謎のプリンス     | 2006年5月17日 | ISBN 978-4-915512-58-2 | 2010年3月11日  | ISBN 978-4-86389-042-8 | 2013年1月10日  | ISBN 978-4-86389-175-3 | 2014年11月5日 | ISBN 978-4-86389-245-3 |
| 7    | ハリー・ポッターと死の秘宝         | 2008年7月23日 | ISBN 978-4-915512-63-6 | 2010年12月1日  | ISBN 978-4-86389-088-6 | 2013年2月14日  | ISBN 978-4-86389-176-0 | 2015年1月8日  | ISBN 978-4-86389-243-9 |
| 7    | ハリー・ポッターと死の秘宝         | 2008年7月23日 | ISBN 978-4-915512-63-6 | 2010年12月1日  | ISBN 978-4-86389-088-6 | 2013年2月14日  | ISBN 978-4-86389-177-7 | 2015年1月8日  | ISBN 978-4-86389-246-0 |
| 7    | ハリー・ポッターと死の秘宝         | 2008年7月23日 | ISBN 978-4-915512-63-6 | 2010年12月1日  | ISBN 978-4-86389-088-6 | 2013年2月14日  | ISBN 978-4-86389-178-4 | 2015年1月8日  | ISBN 978-4-86389-248-4 |

#### 日本語版オーディオブック
静山社から江守徹の朗読でオーディオブック化されていて、2003年に「賢者の石」、2004年に「秘密の部屋」のCD版が発売された後、2016年に両作のAudibleでのデータ配信版が発売された。オーディオブックとしての需要が高く、「秘密の部屋」以降の配信も望まれたことから、同年に全巻のオーディオブック化が風間杜夫による新朗読で発売されることが決まり、2019年までに全7作がデータ配信された。

### 『ハリー・ポッター』シリーズ本編・脚本
前述の通り、本編終了から19年後を描いた舞台版のシナリオが出版されており、「8番目の物語（＝事実上の第8巻）」と銘打たれている。本文はト書きと台詞で構成されており、第1巻 - 第7巻のような小説のスタイルはとられていない。またジョン・ティファニー、ジャック・ソーンとローリングの共著名義である。
第8巻（最終巻）『ハリー・ポッターと呪いの子』
Harry Potter and the Cursed Child（2016年7月31日発売）
日本語版単行本 ISBN 978-4-86389-346-7（2016年11月11日発売）

### J・K・ローリングによる解説書
ホグワーツ校指定教科書1『幻の動物とその生息地』
Fantastic Beasts and Where to Find Them
日本語版単行本 ISBN 4-915512-43-6（2001年発売）
日本語児童文庫 ISBN 978-4-86389-252-1（2014年5月8日発売）
日本語新装版（ISBN 978-4863893795）ならびに新装版電子書籍（ISBN 978-1-78110-916-8）（2017年4月13日発売）
ニュート・スキャマンダー（Newt Scamander）著（実際の著者はJ・K・ローリング）
ホグワーツ校指定教科書2『クィディッチ今昔』
Quidditch Through the Ages
日本語版単行本 ISBN 4-915512-44-4（2001年発売）
日本語児童文庫 ISBN 978-4-86389-251-4（2014年3月5日発売）
日本語電子書籍版（2016年5月26日発売）ISBN 978-1-78110-718-8
日本語新装版 ISBN 978-4863893801（2017年4月13日発売）
ケニルワージー・ウィスプ（Kennilworthy Whisp）著（実際の著者はJ・K・ローリング）
原作国イギリスでは出版社売り上げの100%を、日本の出版元である静山社は70%を慈善事業に寄付している。
以下は電子書籍のみ。著者はJ・K・ローリング。日本語版は2016年9月16日発売。
『ホグワーツ不完全&非確実』
ISBN 978-1-78110-662-4
『エッセイ集ホグワーツ勇気と苦難と危険な道楽』
ISBN 978-1-78110-661-7
『エッセイ集ホグワーツ権力と政治と悪戯好きのポルターガイスト』
ISBN 978-1-78110-663-1

### 吟遊詩人ビードルの物語
『吟遊詩人ビードルの物語』
The Tales of Beedle the Bard
日本語版単行本 ISBN 978-4-915512-75-9（2008年12月4日発売）
日本語版文庫本 ISBN 978-4-86389-221-7（2013年9月3日発売）
日本語新装版ならびに新装版電子書籍 ISBN 978-4863893818（2017年4月13日発売）
J・K・ローリングが『ハリー・ポッター』シリーズの完成後に執筆した、物語上に存在する童話集。本編第7巻にもその一部が紹介されている。
もともと、ローリングが七冊手作りし、内輪の知人に贈呈した本である。うち一冊がオークションにかけられ、発売の運びとなった。収益は慈善団体CHLGに寄付される。

## 各国版の差異
『ハリー・ポッター』シリーズは、世界各国で刊行されており、2008年時点で67言語に翻訳され、世界合計4億部（うち第1作が1億部）のベストセラーとなっている。珍しいところでは、ラテン語・古代ギリシア語など、日常で使われることのない言語にも訳されている。
なお、著者のローリングは自著の電子書籍化に対して強固に反対しており、『ハリー・ポッター』シリーズの電子書籍版は販売されていなかったが、2012年にはオフィシャルストア「ポッターモア」よりEPUB形式による販売が開始された。作品ごとのシリーズセットがあり、それぞれアメリカ英語版とイギリス英語版が用意されている。日本語の電子書籍も2016年9月より「ポッターモア」やAmazon Kindleなどで取り扱われるようになった。

### 書籍形態

イギリス版（原書）のロゴ

アメリカ版のロゴ

英語版
イギリス / UK版（原書）

作者ローリングの母国イギリスでは、ブルームズベリー社から発売されている。第1 - 第4巻まではペーパーバックが中心だったが、第5巻以降はハードカバーが中心となる。児童向けのイラストを用いたカラフルな装丁のほか、大人向けに黒地にカラー写真を配したシックなデザイン（アダルト版）も存在。モノクロ写真を用いたよりシンプルなデザインのアダルト版もあったが、第5巻以降は発売されていない。2010年に、新装版が発売され、白地にクレア・メリンスキーによる版画風のシンプルなイラストが描かれたデザインになっている。
原書であるイギリス版では、挿し絵はいっさいなく、一般のイタリック以外の変わりフォントは用いられていない。
アメリカ / US版

スコラスティック社から発売され、各国版中最大の出版部数を記録している。アメリカ版では一部の単語についてアメリカ英語に修正して出版している。とくに第1作『賢者の石』アメリカ版は、出版社の強い要求で"the Sorcerer's Stone"に変更されて出版された。イギリスでは"philosopher"という単語で「魔法使い」（錬金術師）というニュアンスが読者に伝わるのに対して、アメリカでは"philosopher"だと読者は「哲学者」を連想し「魔法使い」につながることがほとんどない、というイギリス英語とアメリカ英語の違いが米国側の主張する理由であった。"Sorcerer"という単語は、「魔法使い」を示す単語として以前よりアメリカ国内などですでに広く知られていた単語ではあるが、のちにローリングは当時立場が強ければ改題には反対したと語っている。ほかにも、ハリーの親友ロン・ウィーズリーやその兄弟たちはウィーズリー夫人のことをUK版では「Mum」と呼ぶが、US版では「Mom」となっている。これに対して作者は「ウィーズリー夫人はMumでありMomというイメージには合わない」と強く主張をしたので現在では「Mum」に変更されている。
アメリカ版はメアリー・グランプレによる挿絵が、各章冒頭に挿入されている。また変わりフォントが、手紙文・新聞記事などを表現するのに用いられている。
中国語版、韓国語版、ポルトガル語版、ノルウェー語版など、アメリカ版の表紙を用いた言語も多い。

ドイツ語版
カールセン社から発売。ハードカバーのみで、挿絵はなく、変わりフォントも用いられていない。
作者名は「JOANNE K. ROWLING」表記（ファーストネームを記載）。表紙は7巻ともザビーネ・ウィルハームによる。なお、各章には番号が振られておらず、目次もない。
フランス語版
ガリマール社から発売。ペーパーバック中心。表紙は7巻ともジャン＝クロード・ゴッティングによる。
スペイン語版
Emece社から発売。
イタリア語版
French & European Pubnsから発売。
中国語版
地域によって別々に翻訳されている。訳者も出版社も異なるので違う訳文であり、使用文字・慣習が異なるため、作中の固有名詞や呪文の訳し方も違う。なお、第1巻は繁体字版の方が3か月先に刊行されたが、その後の巻はほぼ同時期（数日違い）に刊行された。
繁体字版（台湾版）
皇冠出版社から発売。
簡体字版（中華人民共和国版）
人民文学出版社から発売。底本はアメリカ版で、表紙・挿絵も流用している。原文の強調部分のほか手紙文のフォントも変えてあるが、いずれも一般のフォントで、変わりフォントではない。また、イギリスの文化・地名に関する語について、ページ下部にわずかに脚注がついている。

日本語版
静山社から発売。訳者は全巻とも松岡佑子。ハードカバー版および携帯版（新書サイズのソフトカバー）が発売され、アメリカ版に影響を受け、手紙文・新聞記事のほか、台詞まで変わりフォントが用いられている。第4巻以降は、上・下巻に分冊（ただし別売不可）。表紙および各章冒頭の挿絵は、7巻ともダン・シュレシンジャー（新装版は佐竹美保）による。

### 作中の固有名詞
『ハリー・ポッター』シリーズは、ほとんどの固有名詞に意味が込められた命名がなされているが、固有名詞の翻訳状況は、各言語の事情によって異なる。
中国語（とくに繁体字版）では、「天狼星 布萊克（シリウス・ブラック）」や「小仙女 東施（ニンファドーラ・トンクス）」のように人名にも意味を重視した翻訳が成されている。スロベニア語では、固有名詞をスロベニア語に訳した上で、スペルを若干変更している。しかし、映画化にあたりワーナー・ブラザースから、人名を変更しないよう要請が出され、各言語の翻訳者からは映画会社の横暴に不満が噴出したという。
また、第6巻終盤に登場する「R.A.B」のイニシャルも、オランダ語やノルウェー語などでは、人物の名字に意味を重視した訳語をあてていたため「R.A.Z」や「R.A.S」となった。このため、ほかの言語と比較することで、その正体が予測できるということもあった。
| 日本語   | 英語     | ドイツ語   | フランス語  | 繁体字           | 簡体字 |
| -------- | -------- | ---------- | ----------- | ---------------- | ------ |
| 吸魂鬼   | Dementor | Dementoren | Détraqueurs | 催狂魔           | 摄魂怪 |
| 分霊箱   | Horcrux  | Horkrux    | Horcruxe    | 分靈體（分霊体） | 魂器   |
| 憂いの篩 | Pensieve | Denkarium  | Pensine     | 儲思盆           | 冥想盆 |

## 日本語版における問題点

### 翻訳に関する問題
松岡および静山社の、翻訳権獲得からミリオンセラーまでのサクセスストーリーは日本国内で大きな注目を集め、また翻訳の評判もよかった。
一方、翻訳家や読者からは第1巻から誤訳・珍訳、文章力の問題点が指摘されており、2001年ごろには児童読者からの誤訳の指摘も松岡のもとに届いていた。以下、おもな問題点を挙げる。

#### 原文の単純な誤訳
第1巻16章
原文：slyly the poison trie to hide. You will always find some on nettle wine's left side.
これを「毒入り瓶のある場所は いつもイラクサ酒の左」と訳したため、原書では筋が通っているパズルが日本語版では解きにくくなっている。これを「イラクサ酒の左には いつも毒入り瓶がある」とすることで、部分的な解答を得ることが容易となる。ただし、文章では瓶の大きさを判別できないため、読者が文章のみから完全な解答を導くことはできない。
第5巻25章
原文：I'm on probation
ハグリッドの発言を「停職になった」と訳したが、この発言後も学校で働き続けているため、誤訳である。携帯版では「停職候補」に変更されたが、 "probation" は執行猶予の意味であるため、訂正になっていない。
第6巻20章
原文：You are omniscient as ever, Dumbledore.
これは、ヴォルデモートは他意がなさそうな様子で職をもとめにきたが、じつは近くの村の宿屋ホッグズ・ヘッドに手下たちを待機させていたことをダンブルドアに指摘され、居直って返す台詞である。人から怪しい行動を指摘されて返す言葉が「博識ですね」というのはずれている。 omniscient には「博識の」というような意味もあるが、この状況では「お見通しですね」「千里眼ですね」などが正しい。携帯版・文庫版では「相変わらずなんでもご存知ですね、ダンブルドア」に修正されている。

#### 日本語訳独自の脚色
本シリーズは、1990年代のイギリスを舞台にした、（執筆時点から見て）ごく最近の物語である。
原書においては、一部の登場人物に訛りや特徴的な口癖が与えられ、個性を表現しているが、日本語では英語以上に一人称や言葉遣いの表現が多様である（役割語等も参照）。
したがって、1990年代という時代設定から逸脱した一人称・言葉遣いを用いたことによって、原作と日本語版ではまるで印象が違っている登場人物も少なくない。明治大学教授で翻訳家の高山宏は、「魔術という古い世界と現代のティーンエイジャーの世界の交錯がこの作品の醍醐味なのですが、日本語訳では会話文と普通の文章がごっちゃになって読みにくい」と評している。このほか、「手水場」「下手人」「旅籠」など時代がかった言葉が多いことも、「センスが悪い」と批判されている。口語としてあまりに不自然な場合、映画版の吹替え・字幕では修正されている。
また、本文には、特殊フォント・太字・囲み文字・網かけ文字やイラスト風の囲みが多用されているが、いずれも底本のブルームスベリー社版にはない、日本語訳独自の演出である。これは、原作者の意向で本文中に挿絵が使えない制約を回避するため、読者がイメージを膨らませられるようにという松岡の解釈で付与された。

#### 設定・世界観の無視
高山宏は、イギリス版の中表紙にあるホグワーツの紋章をカットしたことを批判したうえで「翻訳以前に、物語の持つ世界観を、最低限踏まえた上で紹介するのが訳者の責任だと思う」としている。紋章の不掲載についてはドイツ語版などでも行われており、日本語版だけの問題ではない。

#### 日本語の誤用
日本語の語彙が、正しい日本語の意味とは異なる意味で使われている箇所が多々ある。
第4巻3章
原文：He had said the magic words.
ハリーが伯父に向かって効き目のありそうな脅し文句を言う場面。日本語訳では「殺し文句を言ってやった」としているが、「殺し文句」とは相手をうれしがらせて引きつける言葉のことで、効果的な「脅し文句」のことではないので間違いである。
第5巻4章
原文：he said the owls might be intercepted.
「あの人は、ふくろうが途中で傍受されるかもしれないといってた」と訳されている。"intercept" には途中で捕らえる・（電波を）傍受するという意味があるが、この場合可能なのはふくろうを捕獲して連絡内容を調べることである。そもそも、傍受は電波に用いる語なので日本語として間違っている。

### その他表現に関する問題
第2巻『秘密の部屋』の作中において「先天的疾患に対する差別的表現がある」として2000年10月に市民団体「口唇・口蓋裂友の会」が抗議、問題箇所の削除を要求した。静山社は著者とともにこの市民団体と協議し、同年11月「第六十六刷から該当箇所を削除」することを回答。市民団体側は各都道府県教育委員会、全国の図書館や書店に対し配慮を行なうよう、同年12月に要望書を送付した。

### 販売形態に関する問題
上下2冊組となった第4巻以降、返品を不可とする「買い切り制（責任販売制、買取り制ともいう）」となったため、一般の小売りと同等のリスクが発生した。この点については、第1巻・第2巻・第3巻が入手困難となったことから、書店業界側からの要望でもあった。また発行元である静山社自体が小さな出版社であるため、大量発注を受けた結果として大量の返品を抱えた場合のリスクが小さくないという出版社側の事情もある。
2004年9月1日に第5巻『不死鳥の騎士団』は、初版290万セットで発売されたが、2週間以内に売れたのは65%にとどまった。発売後すぐに実売部数は200万部を越えるベストセラーとなったが、発行部数に対して大量の在庫が出たため、書店業界から悲鳴が上がる事態となった。これは、書店からの発注をそのまま受け入れて発行したからで、出版社（静山社）・取次会社（トーハン）・書店の調整不足が指摘されている。
日本書店連合会からも高正味と買い切り制の採用や、静山社が広告を打たないことに対する不満が、複数回表明されている。こうした状況に対し松岡佑子は「クリスマスまでにたくさん売れるように期待しています。新聞広告などで私たちも応援したい」と発言。その結果、12月に作品内容を明かしたキャッチコピーを広告に掲載し物議をかもした。
その後の、第6巻、第7巻では、書店が発注を控えたため、第5巻ほどのトラブルは生じていない。

## 映画
『ハリー・ポッター』シリーズはワーナー・ブラザースによって映画化された。2001年に映画『ハリー・ポッターと賢者の石』が公開され大反響を呼び、その後も続編が次々と製作され、撮影はリーブスデン・スタジオで行われた。
全作品を通じ、ハリー役はダニエル・ラドクリフ、ロン役はルパート・グリント、ハーマイオニー役はエマ・ワトソン。
1. 『ハリー・ポッターと賢者の石』
2. 『ハリー・ポッターと秘密の部屋』
3. 『ハリー・ポッターとアズカバンの囚人』
4. 『ハリー・ポッターと炎のゴブレット』
5. 『ハリー・ポッターと不死鳥の騎士団』
6. 『ハリー・ポッターと謎のプリンス』
7. 『ハリー・ポッターと死の秘宝 PART1』
8. 『ハリー・ポッターと死の秘宝 PART2』

2016年には、スピンオフ映画『ファンタスティック・ビーストと魔法使いの旅』が公開され、全5部作となることが予定されていたが、第3作目である『ファンタスティック・ビーストとダンブルドアの秘密』公開後、監督を務めたデヴィッド・イェーツは、4作目についての話し合いは行われていないことを明かし、シリーズの制作がストップしている状態だと語った。

## ドラマ
2023年4月に開催されたワーナー・ブラザーズの新作発表会においてドラマ化が正式発表され、ホグワーツの外観が映るティーザー映像も併せて公開された。映画版からキャストは一新され、1シーズン1巻のペースで原作に忠実に10年にわたるシリーズとしての制作が予定されている。Maxで配信予定であり、原作者であるJ・K・ローリングが製作総指揮を務める。

## 舞台
『ハリー・ポッターと呪いの子（Harry Potter and the Cursed Child）』のタイトルで、2016年夏にウエストエンドのパレス・シアターにて上演。J・K・ローリング、ジャック・ソーン、ジョン・ティファニーが手掛ける新たなストーリーとなり、本舞台は全7章の小説の続きとして、『ハリー・ポッターと死の秘宝』の19年後～22年後が描かれ、ハリーとその息子であるアルバスが登場する。
脚本がシリーズ第8巻（最終巻）として2016年7月30日に発売され、日本語版脚本は2016年11月15日に発売。
日本でも、TBS開局70周年を記念して東京・TBS赤坂ACTシアターで2022年夏より上演される。これに先立ちTBS赤坂ACTシアターは、2021年より大規模な改修を開始し、『ハリー・ポッター』専用劇場として生まれ変わる。上演期間は無制限のロングラン形式となる。

## コンピュータゲーム
『ハリー・ポッター』のゲーム化は、1997年の『賢者の石』の初出版から人気が軌道に乗りはじめた1年後の1998年にアメリカの任天堂のNintendo of Americaが『ハリー・ポッター』に目をつけ、その版権を独占的に獲得するため売り込みを展開し、同社傘下で設立されたばかりのNintendo Software Technology（NST）にゲームのアイデアを出すよう命じた。三人称視点のアドベンチャーゲームとマーベルコミックのアディ・グラノフをキャラクターアーティストとして担当したクィディッチゲームのふたつのピッチに取り組みはじめ、まずNINTENDO 64から、ゲームボーイアドバンス、そしてニンテンドー ゲームキューブやその先の任天堂のプラットフォームで『ハリー・ポッター』シリーズのゲームを自社で開発・発売することを計画していた。ライセンス契約者である作者のJ・K・ローリングはNSTのプレゼンテーションを見ることに同意したが、どのアートスタイルがこのフランチャイズに最もふさわしいかについてNST内で意見の相違があった。当初『ハリー・ポッター』の表紙カバーを担当していたイラストレーターのトーマス・テイラーのデザインを求める声があり、ローリングがよりイギリス的でありたいと言ったが、NSTの上層部は漫画的な、あるいは日本的なビジュアルスタイルでゲームをデザインするように要求していた。最終的にゲームだけでなくテレビや映画など、より多くの分野での映画化を提供できる大手メディア企業を優先し、ローリングはゲームしか進出できなかった任天堂のこの提案を断ったという。独占権を要求していた任天堂との交渉が決裂したあと、ローリングは最終的にできるだけ多くの人に『ハリー・ポッター』を届けるためにワーナー・ブラザーズに権利を売却した。同社はエレクトロニック・アーツと契約し、イギリス支社のエレクトロニック・アーツUKが『ハリー・ポッター』シリーズの本をもとにした映画のゲーム開発および発売権を得て、2001年に『賢者の石』のゲームを最初に発売した。またエレクトロニック・アーツUKの『ハリー・ポッター』ゲームのメイキングでのインタビューでローリングは『ハリー・ポッター』製品の生産をできるだけイギリスで行うようにしたと述べている。
日本国内にて発売・配信されたもののみ記す。
- ハリー・ポッターと賢者の石
- ハリー・ポッター クィディッチ・ワールドカップ
- ハリー・ポッターと秘密の部屋
- ハリー・ポッターとアズカバンの囚人
- ハリー・ポッターと炎のゴブレット
- ハリー・ポッターと不死鳥の騎士団
- ハリー・ポッターと謎のプリンス
- ファンタスティック・ビーストと魔法使いの事件簿（iOS / Android、2016年11月17日配信）
- ハリー・ポッター：ホグワーツの謎（iOS / Android、2018年4月25日配信）
- ハリー・ポッター：魔法同盟（iOS / Android、2019年7月2日配信）
- ホグワーツ・レガシー（通常版：2023年2月10日（金）発売、デラックス・エディション：2023年2月7日（火）発売）[40]
- ハリー・ポッター：魔法の覚醒（iOS/Android、日本リリース2023年6月27日）